# امفرویل-سو-ایتون
امفرویل-سو-ایتون (به فرانسوی: Amfreville-sur-Iton) یک کمون در فرانسه است که در Canton of Louviers-Sud واقع شده‌است.

## خصوصیات
امفرویل-سو-ایتون ۵٫۴۸ کیلومترمربع مساحت و ۷۷۸ نفر جمعیت دارد و ۲۳ متر بالاتر از سطح دریا واقع شده‌است.